# 1962年2月19日月食
1962年2月19日月食为一次在协调世界时1962年2月19日出現的半影月食。該次月食半影食分為0.638、全影食分為-0.482。

## 概述
這次月食的食分是10.19。

## 基本參數
- 類型：半影月食
- 食甚資料：
  - 日期：1962年2月19日
  - 時間：13:03
  - 月球位置：赤經10.19度、赤緯12.4度
  - 食分：半影食分：0.638、全影食分：-0.482

## 外部連結
- NASA月食專頁（页面存档备份，存于）（英文）